# Pennsylvania Castle
Pennsylvania Castle er et landsted opføt i nygotik på Isle of Portland, Dorset, England. Den ligger i Wakeham med udsigt over Church Ope Cove. Det er en listed building af anden grad, og det samme og det tilhørende portbygning og hytter, der i dag er ejet af nogle andre en landstedet.
Efter at være blevet et hotel i 1950 blev bygningen igen er privat hjem i 1990'erne. Det udlejes nu til arrangementer, og det er Portlands dyreste beboelseshus.